# 73 (tal)
73 (treoghalvfjerds, på checks også syvtitre) er det naturlige tal som kommer efter 72 og efterfølges af 74.

## Inden for matematik
- 73 er det 21. primtal[1] og tvilling med 71, samt latmirp med 37.
- 73 er et pythagoræisk primtal (4×18 + 1 = 82 + 32)

## Inden for videnskab
- 73 Klytia, asteroide
- M73, fire stjerner uden relation i Vandmanden, Messiers katalog

## Eksterne links
- Wikimedia Commons har flere filer relateret til 73 (tal)